# محمد بورنان (شهيد)
محمد بورنان هو رجل سياسي جزائري ومجاهد وشهيد أثناء ثورة التحرير الوطني من منطقة القبائل في الجزائر.

## النشأة
وُلِدَ الشهيد محمد بورنان بتاريخ الثلاثاء 24 ديسمبر 1935هـ الموافق ليوم 29 رمضان 1354م في محافظة الجزائر أثناء الاحتلال الفرنسي للجزائر.
وكان أبوه عبد القادر بورنان من الأعيان المحترمين في المنطقة وما حولها.

## الحركة الوطنية
تطور الوعي السياسي والنضالي لدى «الشاب محمد بورنان» عبر احتكاكه بالمناضلين في حزب الشعب الجزائري في مدينة الجزائر أين اشتغل سائق سيارة في قصبة الجزائر قرب مسجد سفير.
والتحق «المناضل محمد بورنان» قبل أول نوفمبر 1954م بصفوف المناضلين الجزائريين.

## نشاطه المهني
كان «المناضل محمد بورنان» يمتهن قيادة المركبات في القصبة.
وكان محبوبا ومحترما في الحي السكني الذي كان يزاول نشاطه فيه.
ونتيجة للخدمات العديدة التي كان يقدمها لجيرانه في الحي، فإنه قد قد اكتسب ثقتهم ومودتهم.

## ثورة التحرير الوطني
صار المجاهد بعد بطولات كثيرة أحد قيادات الولاية التاريخية الرابعة أثناء ثورة التحرير الجزائرية.
وقد ساهم بشراسة في معركة الجزائر بعد إضراب الثمانية أيام.

## اعتقاله
كان اعتقاله بتاريخ الثلاثاء 25 أكتوبر 1955م الموافق ليوم 9 ربيع الأول 1375هـ.
وتم اقتياده إلى سجن سركاجي أين تم إعطاؤه «صمولة سجين رقم: 4535».
وحوكم من طرف محكمة عسكرية فرنسية قررت تطبيق عقوبة الإعدام عليه.
وكان يشاركه في الزنزانة كل من شهيد المقصلة شفيق ملزي والمجاهدون علال ملزي وصالح ملزي وأعمر بريك.

## استشهاده
كان استشهاده قبل فجر يوم الأربعاء 9 أكتوبر 1957م الموافق ليوم 15 ربيع الأول 1377هـ على الساعة الثالثة وثمانية وعشرين دقيقة (03:28) صباحا.
وقد كان استشهاده بالمقصلة داخل سجن سركاجي في محافظة الجزائر أثناء ثورة التحرير الجزائرية عن عمر 22 سنة.
وجاء السجانون الفرنسيون لاقتياد «شفيق ملزي» و«محمد بورنان» من الزنزانة إلى المقصلة، فنهض «محمد بورنان» من بين السجناء الخمسة ليتوجه بكبرياء نحو الباب ليتبعه «شفيق ملزي»، فتبعهما «صالح ملزي» ظنا منه أنه معني بتطبيق عقوبة الإعدام فأغلق السجانون الباب في وجهه.
وقد تم إعدام الشهيد «عبد الرحمن كاب» قبلهما على الساعة (03:24) صباحا بعد أن تم اقتياده من زنزانة أخرى.
وبمجرد أن تم إعدام الشهيد «شفيق ملزي» على الساعة (03:26) صباحا، وبعده بدقيقتين الشهيد «محمد بورنان» على الساعة (03:28) صباحا، حتى تعالت في أوساط المحكوم عليهم بالإعدام والسجناء الآخرين صيحات «تحيى الجزائر» و«الله أكبر».
وهو الشهيد الرابع والثلاثون (34) بالمقصلة في سجن سركاجي أثناء ثورة تحرير الجزائر، وقد سبقه في الارتقاء بالشهادة بالترتيب كل من:
1. الشهيد أحمد زبانة في 19 جوان 1956م.[11]
2. الشهيد عبد القادر فراج في 19 جوان 1956م.[12]
3. الشهيد محمد تيفروين في 9 أوت 1956م.[13]
4. الشهيد فرناند إفيتون في 11 فيفري 1957م.[14]
5. الشهيد محمد لخنش في 11 فيفري 1957م.[15]
6. الشهيد محمد ونوري في 11 فيفري 1957م.[16]
7. الشهيد محمد مازيرة في 19 فيفري 1957م.[17]
8. الشهيد أعمر معمري في 8 أفريل 1957م.
9. الشهيد السعيد بابوش في 8 أفريل 1957م.
10. الشهيد أرزقي لوني في 8 أفريل 1957م.[18]

وتم دفنه في إحدى مقابر محافظة الجزائر وهي مقبرة القطار في بلدية باب الوادي.

## التكريم بعد استقلال الجزائر

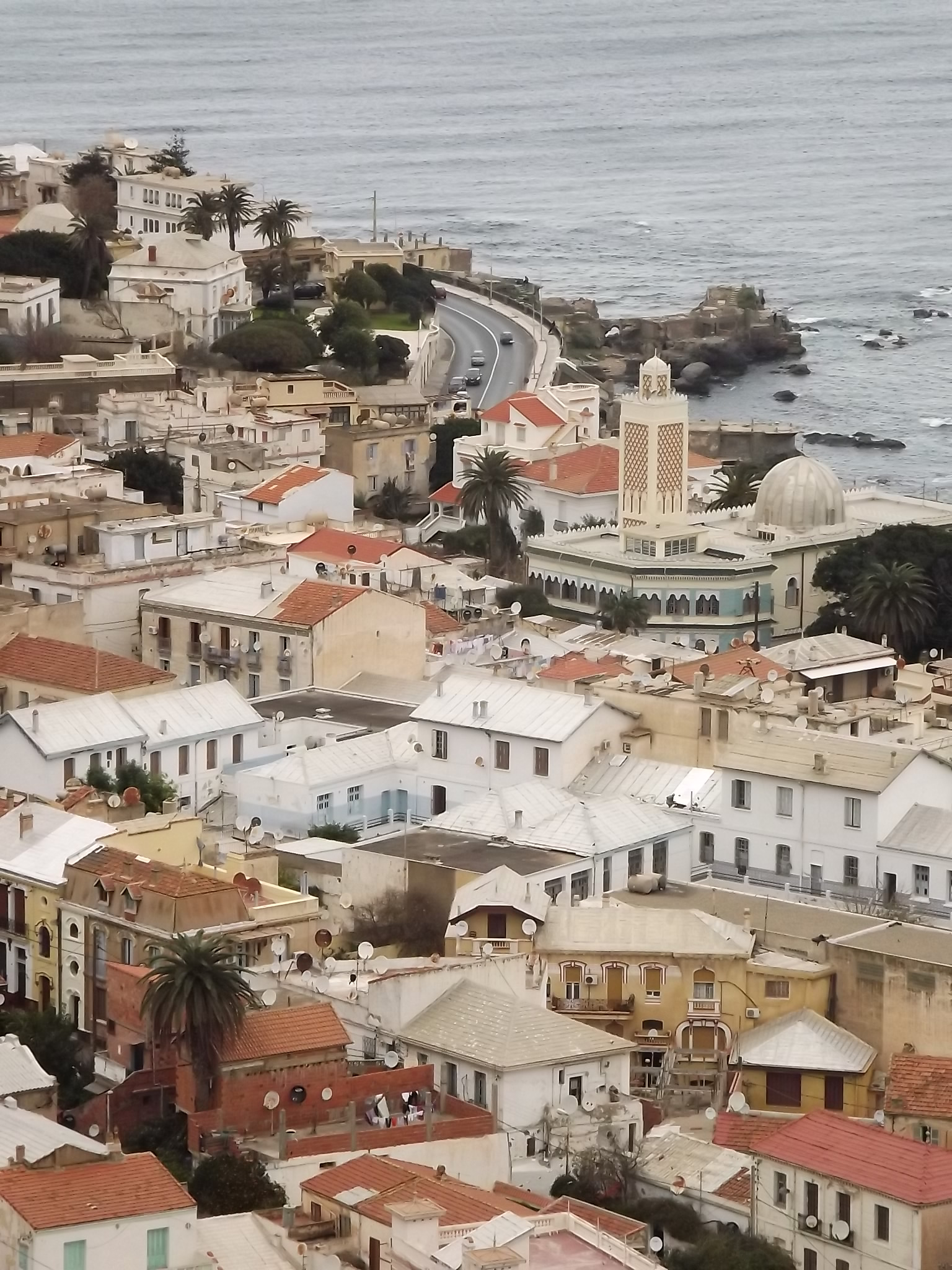
مجلس الأمة

تم تكريم «الشهيد محمد بورنان» من طرف الدولة الجزائرية بعد استقلال الجزائر.

### تسمية شارع في بولوغين
تم إطلاق تسمية «الشهيد محمد بورنان» على شارع أرزقي لوني في بلدية بولوغين خلال عام 1962م · .
ويقع هذا الشارع بجوار مسجد خالد بن الوليد وكذلك نهج علي أوراق.
وينطلق هذا الشارع قرب مسجد خالد بن الوليد في بلدية بولوغين ليصعد مستقيما في اتجاه نهج عبد القادر زيار.
ويحد هذا الشارع من الشَّمال «شارع توفيق بن كريطاوي» و«مسجد الأمة»، ومن الجنوب «شارع محمد شرقي».

## مؤلفات
تم نشر ترجمة «الشهيد محمد بورنان» في «مجلة أول نوفمبر» خلال عام 1980م.
وقد تكفلت وزارة المجاهدين الجزائرية باستقصاء سيرة هذا القائد السياسي والعسكري وتدوينها في نشريتها الشهرية التي كانت تُصدرها آنذاك من أجل الحفاظ على الذاكرة الوطنية.

### مواضيع ذات صلة
- قائمة أعلام الجزائريين
- سجن سركاجي
- وزارة المجاهدين الجزائرية
- وزارة الثقافة الجزائرية
- أرزقي لوني
- يحي بوسحاقي
- محمد العيشاوي
- منطقة القبائل
- ولاية الجزائر
- مدينة الجزائر
- قصبة الجزائر

### فيديوهات
- شهداء المقصلة: الشهيد "السعيد تواتي" في 20 جوان 1957م على يوتيوب
- شهداء المقصلة: الشهيد "عبد الرزاق حاحاد" في 22 جوان 1957م على يوتيوب
- شهداء المقصلة: الشهيد "عبد الرحمن كاب" في 9 أكتوبر 1957م على يوتيوب
- شهداء المقصلة: الشهيد "محمد فرحات" في 12 نوفمبر 1957م على يوتيوب
- شهداء المقصلة: الشهيد "محمد زواوي" في 18 فيفري 1958م على يوتيوب
- شهداء المقصلة: الشهيد "عبد الرحمن طالب" في 24 أفريل 1958م على يوتيوب

### وصلات خارجية
- الموقع الرسمي لوزارة المجاهدين الجزائرية
- الموقع الرسمي لوزارة الثقافة الجزائرية
- الموقع الرسمي لولاية الجزائر